# Маргарита Гаргова
Маргарита Николова Гаргова е българска сценаристка. Тя е родена през 1923 г. в София. Учила е архитектура във Флоренция по време на Втората световна война, но поради политическите промени в Италия не успява да завърши. По-късно завършва право в Софийския университет „Св. Климент Охридски“. Работи в Софийския градски съд, СУ „Св. Климент Охридски“ и др., като същевременно пише сценарии. Един от нейните сценарии получава втора награда на конкурс на Киноцентъра през 50-те години, но не е реализиран. За първи път сценарий на Маргарита Гаргова е публикуван едва през 2001 г. в списание „Кино“, което е може би световен рекорд за късен дебют. Маргарита Гаргова умира през 2004 г. в София.